# Istana Maimun

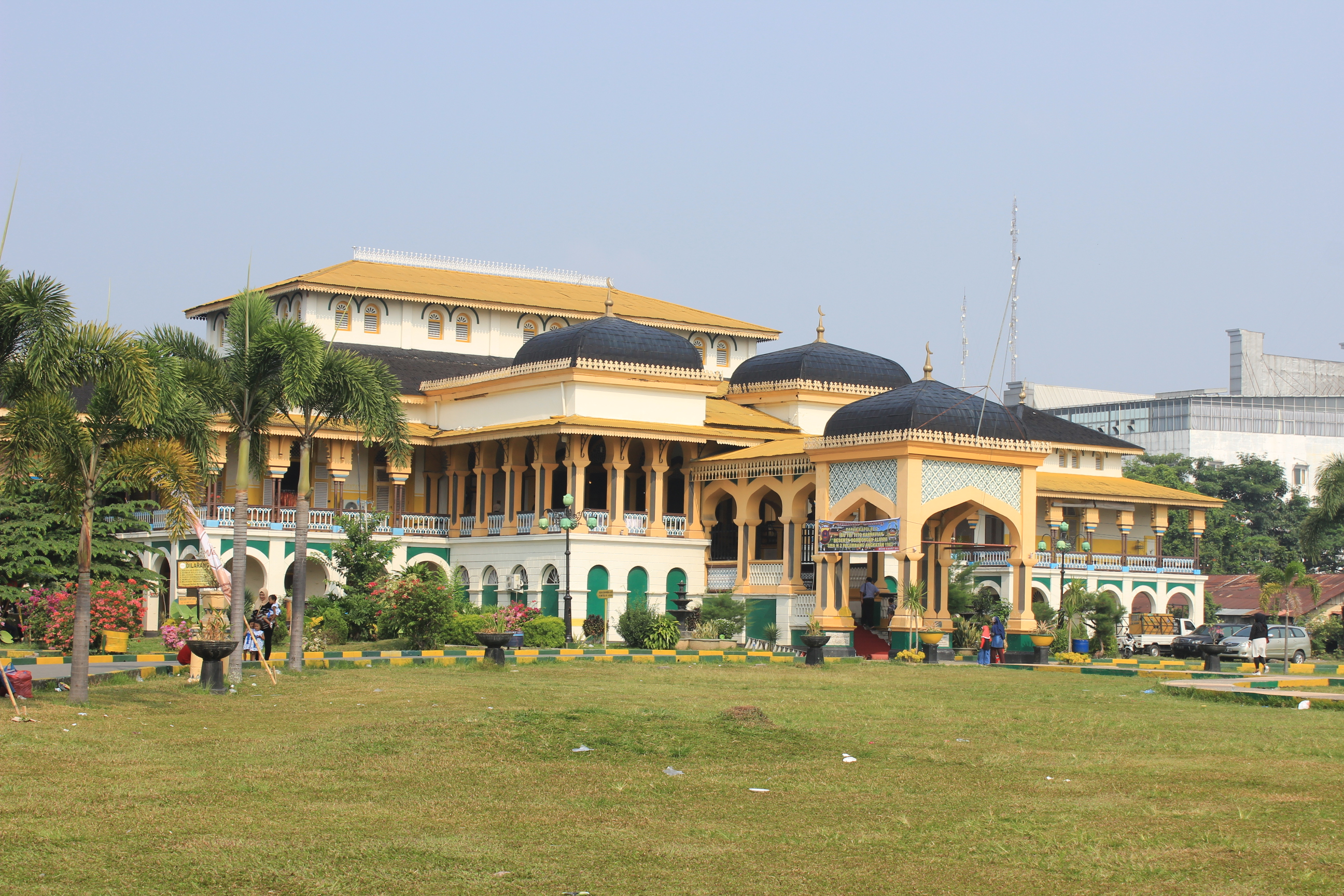
Istana Maimun

Der Istana Maimun („Palast Maimun“) ist ein Palast in Medan in der indonesischen Provinz Nordsumatra. Das Gebäude entstand in den Jahren 1887 bis 1891 im Auftrag des Sultans von Deli Makmun Al Rasyid Perkasa Alamsyah und diente eine Zeit lang als offizielle Residenz des Sultans.
Das Gebäude vermischt malaiische, italienische und spanische Elemente der Baukunst.